# Liste des voyages de Corto Maltese

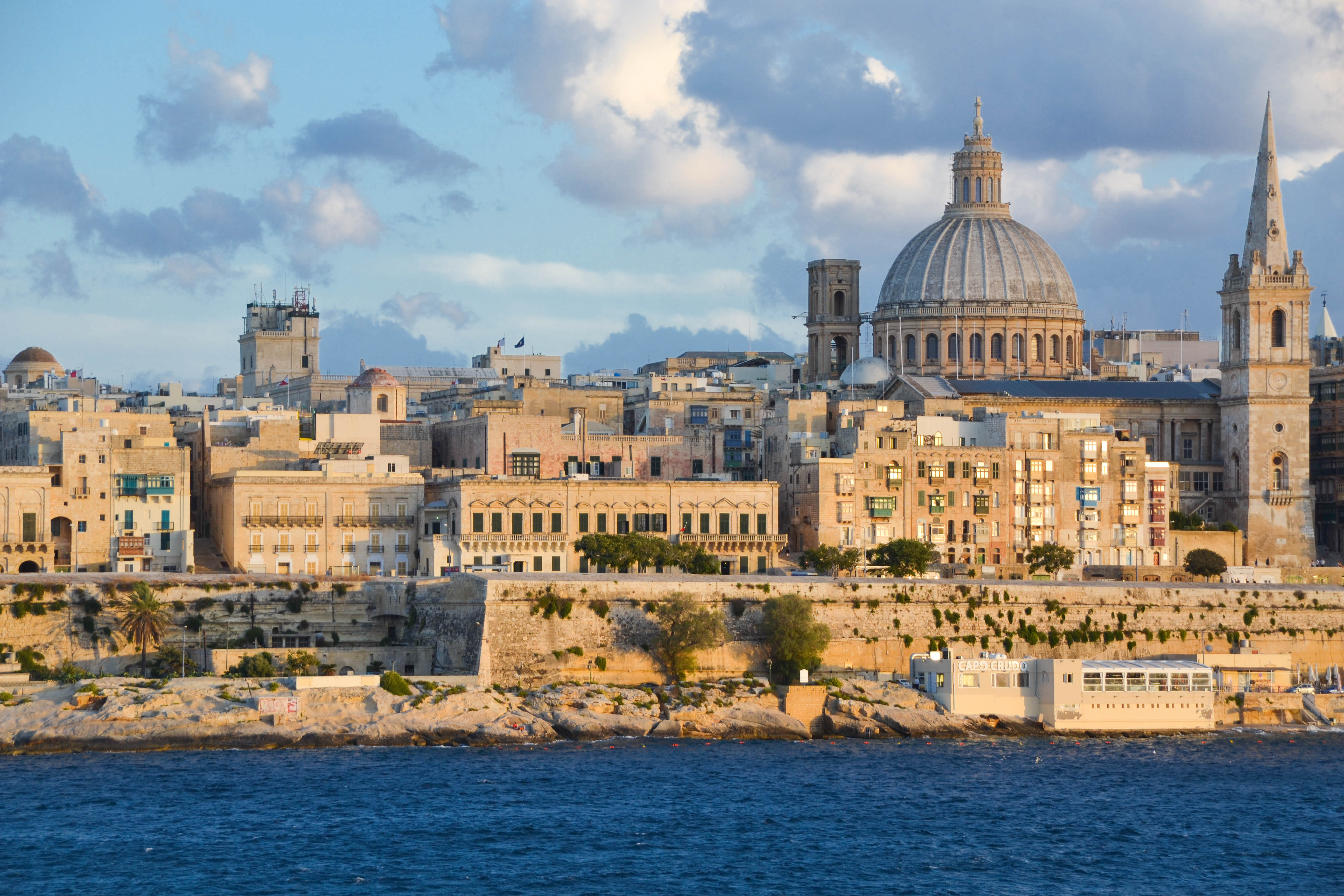
La Valette (Malte), la ville de naissance de Corto.

Né à La Valette, dans l'île de Malte en 1887 (Corto Maltese - Mémoires), Corto Maltese a beaucoup voyagé au cours de ses nombreuses aventures :
- 1905 : Corée, Russie, Chine (La Jeunesse de Corto Maltese) ;
- 1906 : Argentine/Patagonie (évoqué dans Tango) ;
- 1907 : Ancône (évoqué dans La Maison dorée de Samarkand) ;
- 1911 : Venise, Alexandrie, Zanzibar, Kenya (Équatoria)
- 1912-1913 : Tasmanie, sultanat de Sarakak à Bornéo, Escondida (Le Jour de Tarowean)
- 1913-1915 : Pacifique Sud : Papouasie-Nouvelle-Guinée, Îles Salomon, Escondida (La Ballade de la mer salée) ;
- 1915 : Panama, États-Unis (Californie, Alaska, Washington (état)) et Canada (Yukon et Territoire du Nord-Ouest) (Sous le soleil de minuit) ;
- 1915-1917 : Amérique du Sud (Suriname, Brésil...), Caraïbes et Bélize (Sous le signe du Capricorne) ;
- 1917 : Amérique du Sud (Venezuela, Pérou...), Caraïbes et Honduras (Corto toujours un peu plus loin) ;
- 1917-1918 : Italie, Monténégro, Irlande, Angleterre, France (Les Celtiques) ;
- 1918 : Yémen, Abyssinie, Afrique de l'Est (Les Éthiopiques) ;
- 1918-1920 : Chine, Sibérie, Mongolie (Corto Maltese en Sibérie) ;
- 1920- avril 1920 : Venise (Fable de Venise) ;
- 1921-1922 : Grèce, Turquie, Iran, Azerbaïdjan, Asie centrale, Afghanistan (La Maison dorée de Samarkand) ;
- 1923 : Argentine (Tango) ;
- 1924 : Suisse (Les Helvétiques),  Berlin, Allemagne, Prague, Tchécoslovaquie (Nocturnes berlinois) ;
- 1925 : Caraïbes (Mû) à moins qu'il ne s'agisse du Pacifique Sud [3]  ou des deux ;
- 1929[4] : Mexique (La ligne de vie).

Hugo Pratt a parcouru beaucoup de ces pays, lors de ses propres voyages. Hugo Pratt a donné d'autres indices de voyages et de rencontres de Corto par l'intermédiaire de planches d'aquarelles non publiées dans les albums de la série ainsi que dans des entretiens biographiques concernant son héros ou lui-même.